# Арнпрайор
Арнпрайор (англ. Arnprior) — город (с 1892 года) в округе Ренфру провинции Онтарио (Канада). Площадь составляет 13,04 км². Согласно переписи 2021 года население составляло 9629 жителей (738,5 чел./км²). Арнпрайор, долгое время игравший заметную роль в деревообрабатывающей и текстильной промышленности Онтарио, в настоящее время представляет собой туристический центр округа Ренфру.

## География
Арнпрайор расположен в юго-восточной части провинции Онтарио в месте слияния рек Мадаваски и Оттавы, в 56 км к западу от канадской столицы. Административно город входит в округ (графство) Ренфру.
К востоку из города ведёт провинциальное шоссе 417, проходящее через Оттаву к онтарийско-квебекской границе (где переходит в квебекское шоссе 40, ведущее в Монреаль). К западу от Арнпрайора эта же дорога продолжается как провинциальное шоссе 17. Шоссе 417 и 17 представляют собой часть Трансканадского шоссе. Аэропорт Арнпрайора обслуживает частные самолёты (в том числе гидропланы), а также машины Провинциальной полиции Онтарио, Вооружённых сил Канады, воздушной службы медицинской эвакуации и электрической компании Ontario Hydro.

## История
Поселение на месте современного Арнпрайора было основано в 1823 году шотландским лэрдом Арчибальдом Макнабом, которого «Канадская энциклопедия» называет деспотичным. Поселение получило название Арнпрайор в честь родного посёлка основателя в Шотландии.
В 1840 году Макнаб утратил права земельного владения в этом регионе, который после этого обезлюдел до 1851 года. В этом году Дэниел Маклахлин начал крупномасштабную добычу леса на реке Мадаваска, и в месте впадения этой реки в Оттаву снова появились белые поселенцы (основную часть которых составляли иммигранты из Шотландии и Ирландии). Со временем Арнпрайор превратился в важный центр деревообрабатывающей промышленности, к которой затем добавилась и текстильная. В 1892 году Арнпрайор получил статус города.

## Население и администрация
По данным переписи населения 2021 года, в Арнпрайоре проживали 9629 человек — рост на 9,5 % по сравнению с переписью 2016 года (для сравнения, в целом в провинции Онтарио население выросло на 5,8 %). Плотность населения составляла 738,5 чел./км².
Средний возраст жителей города в 2021 году составлял 46 лет, медианный — 48 лет; эти показатели были значительно выше аналогичных для провинции в целом (соответственно 41,8 и 41,6 года). 15,7 % населения составляли дети и подростки в возрасте до 14 лет включительно, 27,2 % — люди пенсионного возраста (65 лет и старше), в том числе 4 % — люди в возрасте 85 лет и старше. Процент людей пенсионного возраста в населении Арнпрайора был существенно выше, чем в целом по провинции (18,5 %). Около 57 % жителей в возрасте 15 лет и старше состояли в зарегистрированном или незарегистрированном браке, дети жили с родителями примерно в половине всех семей (в среднем по 1.7 ребёнка на семью), в том числе в более чем 500 семьях с родителем-одиночкой. Средний размер учётной семьи составлял 2,7 человека, средний размер домохозяйства — 2,2 человека. Примерно в трети домохозяйств насчитывался только один человек.
Более 90 % жителей города были уроженцами Канады, свыше половины иммигрантов прибыли в страну до 1990 года, крупнейшие диаспоры составляли выходцы из Великобритании, Германии, США и Шри-Ланки. Для абсолютного большинства жителей Арнпрайора родным языком является английский. 4 % участников переписи 2021 года указали в качестве родного языка французский и столько же — язык, не являющийся государственным в Канаде. Преобладают христианские конфессии — в 2011 году около 80 % жителей были христианами, из них более половины католики, значительные группы верующих принадлежали к Объединённой церкви Канады и Англиканской церкви Канады.
Более половины населения Арнпрайора в возрасте 15 лет и старше (и более 60 % среди населения в возрасте от 25 до 64 лет) в 2021 году составляли люди с образованием выше среднего (вуз или специальное профессиональное образование). Наиболее распространённым было образование в областях медицины, бизнеса и управления, а также архитектурные и инженерные специальности. Более 90 % трудоспособного населения города были трудоустроены, 87 % от их числа составляли наёмные работники. Медианный доход жителей в возрасте 15 лет и старше после вычета налогов составлял 37,2 тысячи долларов, на экономическую семью — 85 тысяч (по провинции Онтарио в целом — 96 тысяч).
В городской совет раз в четыре года избираются семь депутатов, включая мэра и рива. На выборах 2015 года мэром Арнпрайора стал Дэвид Рид (англ. David Reid).

## Туризм
Арнпрайор является основным туристическим центром округа Ренфру. Среди его туристических достопримечательностей — реликвии времён основателя города Арчибальда Макнаба. В десяти километрах к юго-западу от города восстановлена летняя усадьба Макнаба «Уаба-Лодж», а его бумаги на право владения землёй и петиция о его смещении, поданная местными жителями, хранятся в краеведческом музее Арнпрайора и округа. Сам музей располагается в здании бывшего почтамта, построенном в 1868 году по проекту Томаса Фуллера — архитектора, также проектировавшего первое здание канадского парламента. Здание в настоящее время считается символом Арнпрайора.
Арнпрайор также привлекает любителей активного отдыха, в том числе гребли и рафтинга в тёплое время года и горнолыжного спорта и сноуборда зимой — в это время к услугам последних расположенный рядом с городом горнолыжный центр Калабоги-Пикс.